# Santa Casa da Misericórdia de Lisboa
A Santa Casa da Misericórdia de Lisboa MHIH é uma organização secular católica portuguesa sem fins lucrativos. Tem o direito de manter e operar lotarias e apostas em todo o território português. A sua fundação é normalmente atribuída ao dia 15 de agosto de 1498 (526 anos), sendo a primeira das Santas Casas de Misericórdia de Portugal. Nessa data, a Rainha D. Leonor instituiu a Irmandade de Invocação a Nossa Senhora da Misericórdia, na Sé de Lisboa. Com uma obra e experiência ímpares, adquiridas ao longo de séculos, a Santa Casa da Misericórdia de Lisboa é hoje uma instituição de referência na sociedade portuguesa. 
A Santa Casa da Misericórdia de Lisboa (SCML) é uma pessoa coletiva de direito privado e utilidade pública administrativa, nos termos dos respetivos estatutos, aprovados pelo Decreto-Lei n.º 235/2008, de 3 de dezembro.
Mesmo com as outras Misericórdias portuguesas classificadas como “Instituição Privada de Solidariedade Social (IPSS)”, após estatuto aprovado em 1979 (artigo 61º do Decreto-Lei n.º 519 - G2 / 79, de 29 de Dezembro), a Santa Casa da Misericórdia de Lisboa continuou em regime especial, sendo então denominada “Instituto público”.
A tutela da SCML é exercida pelo membro do governo que superintende a área da Segurança Social. Abrange, além dos poderes previstos nos estatutos, a definição das orientações gerais de gestão, a fiscalização da atividade da Misericórdia de Lisboa e a sua coordenação com os organismos do Estado ou dele dependentes.

## História

### Cenário da capital portuguesa
No final do século XV, o Reino de Portugal passava pela expansão das navegações, sendo o maior exemplo a chegada de Vasco Da Gama à Índia, na sua empreitada para a descoberta do caminho marítimo para a Índia, no mesmo ano da fundação da SCML. Essa expansão aumentou significativamente o fluxo de pessoas em cidades portuárias como Lisboa, seduzidas por uma vida melhor. Grande parte desses migrantes acabavam por não ter êxito no seu objetivo, aumentando assim o número de moradores de rua pela cidade e consequentemente favorecendo as enfermidades. Além disso, devido às batalhas e naufrágios que eram constantes, gerou-se um grande número de viúvas, órfãos e presos.
Outro aspecto importante do cenário português era a forte presença de antissemitismo, tanto por parte da população como pela coroa, guiados por uma busca de "purificação espiritual" do território. Ocorrendo, inclusive, uma pressão externa por parte dos reis de Castela (Fernando de Aragão e Isabel de Castela) para a erradicação de judeus no Reino de Portugal, por meio da conversão ou expulsão, facto que pode ser explicado pelo primeiro compromisso da Misericórdia de Lisboa, o qual diz claramente que a confraria é dedicada apenas a Cristãos (incluindo cristãos-novos).

### Fundação

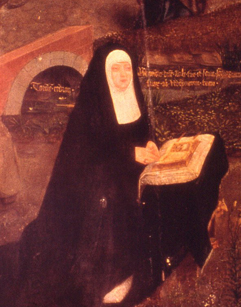
Rainha D. Leonor, a fundadora da Santa Casa da Misericórdia de Lisboa, utilizando seus trajes de viúva e rezando em seu livro de horas.

Com o objetivo de amenizar alguns desses problemas em Portugal, como orfandade, viuvez, mendicidade entre outros, é fundada, em agosto de 1498, a Santa Casa da Misericórdia de Lisboa (porém, na historiografia já se tem um consenso de que a confraria foi criada apenas para ser um instrumento de salvação, já que a mesma não possuía como legitimo propósito a suavização da diferença entre os mais pobres e os mais afortunados). Sendo normalmente atribuída a fundação ao dia 15 de agosto, não é possível, todavia, comprovar o dia com exatidão, já que todas as versões disponíveis do primeiro documento de compromisso, como o segundo, de 1577,  mencionam apenas o mês de agosto, sem atribuir um dia exato para a fundação.
Desde a sua fundação, a Santa Casa da Misericórdia de Lisboa assume como desafios melhorar a qualidade de vida da população e contribuir para o seu bem-estar, sobretudo dos mais desfavorecidos. Apesar de ser mais conhecida pela vertente social, a Misericórdia de Lisboa desenvolve também um importante trabalho nas áreas da saúde, educação, ensino e investigação, cultura, empreendedorismo e economia social. As receitas provenientes dos jogos sociais que a Santa Casa explora em nome do Estado, bem como a valorização e a administração do seu património, grande parte do qual resulta de beneficência, revertem para as boas causas que apoia.

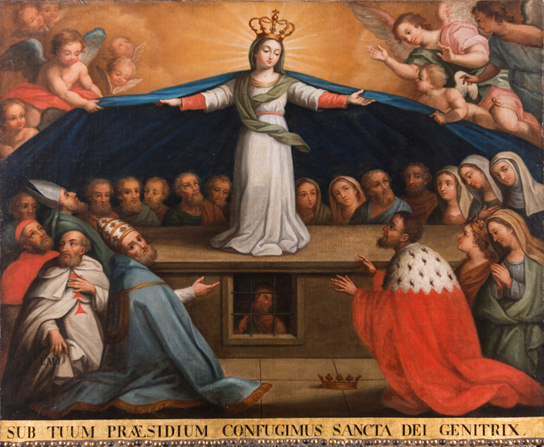
Bandeira processional da Santa Casa da Misericórdia de Lisboa (1784), da autoria de Bernardo Pereira Pegado.

A Misericórdia de Lisboa – a primeira misericórdia portuguesa – surgiu na regência da Rainha D. Leonor, viúva de D. João II de Portugal. Com o apoio do Rei D. Manuel I de Portugal, a Rainha instituiu uma Irmandade de Invocação a Nossa Senhora da Misericórdia, inspirada nas confrarias da Toscânia. Esta Irmandade de “cem homens de boa fama e sã consciência e honesta vida” assumia, então, o compromisso de apoiar os mais desfavorecidos, levando a cabo 14 obras de Misericórdia, sete delas espirituais e as restantes materiais.
Ocorrendo a sua fundação durante a ausência do rei, que esteve por vários meses em Castela no ano de 1498, a sua irmã, rainha D. Leonor fundou a primeira misericórdia do reino, em Lisboa. Não se sabe se a ideia da sua criação partiu de D. Manuel I ou de ambos, mas o facto é  que foi seguida da fundação de várias outras casas de misericórdia. A partir do texto da fundação da Misericórdia de Lisboa, o qual define as atribuições espirituais e corporais da confraria, é perceptível que havia uma distinção fundamental entre as misericórdias portuguesas e aquelas em Florença e na Toscana. Em Portugal, foram estabelecidas com preocupações totalizantes, buscando oferecer todas as obras de misericórdia.
Os primeiros compromissos estabelecidos para as Casas de Misericórdia incluem, além da visita aos doentes, também a obra de cura. Nesse sentido, a criação das Casas de Misericórdia enquadra-se num contexto de ampliação e reforma dos hospitais, iniciado na regência do príncipe D. João com a bula Ex debitis sollicitudinibus, de 13 de agosto de 1479. As reformas ganharam expressiva força, no entanto, a partir do reinado de D. Manuel I, período no qual muitas coisas mudaram, entre numerosos regimentos, obras arquitetónicas e a expulsão de judeus e mouros da vida social portuguesa. A isso se deve um expressivo enriquecimento da Coroa, que possibilitou um grande investimento na afirmação do poder régio. É aqui, aliás, que se deve considerar a importâncias das atribuições espirituais das casas de misericórdia. A consolidação do poder do rei implicava a sua pessoa nas atribuições de justiça, que naquele contexto estava ligada a noção de misericórdia, essencial para a salvação do crente no Juízo Final. Ao mesmo tempo, também as de caridade, numa lógica na qual o exercício da compaixão é fundamental para a legitimação do poder pela benevolência. Nesse sentido, quanto mais difundidas fossem as Casas de Misericórdia, maior seria a extensão do poder monárquico.

### Século XVI ao Século XXI
A SCML, assim como outras Santa Casa da Misericórdia, passou por graves problemas económicos. Por ser uma entidade dependente de doações (maioritariamente de famílias ricas e de renome), não possuía uma estabilidade financeira, e, durante muito tempo, recorreu a concessões de capital com juros como forma de sobrevivência, o que depreciava as rendas, devido aos altos preços e altos créditos de rendimentos comerciais. Muitas dessas confrarias perderam o seu prestigio no mercado devido ao empobrecimento, o que fez com que as mesmas não fossem mais interessantes para as elites como antes. Essa perda de prestígio levou também à diminuição dos rendimentos resultantes do monopólio de enterros, orações, extrema-unção, que durante décadas foram fontes de renda.
A Santa Casa estava isenta de impostos e recebia doações e, por vezes, bens, para que continuasse a sua obra. No entanto, com as crises, as famílias deixaram de "adotar" as crianças maiores de 7 anos e as despesas tornaram-se maiores, a Casa de Misericórdia começou a ter superlotação e, consequentemente, propagaram-se diversas doenças, o que ocasionou o aumento da mortalidade infantil. Para resolver esse problema, foi oferecida às famílias pobres a oportunidade de começaram a receber auxílio do governo, para seu próprio sustento. 

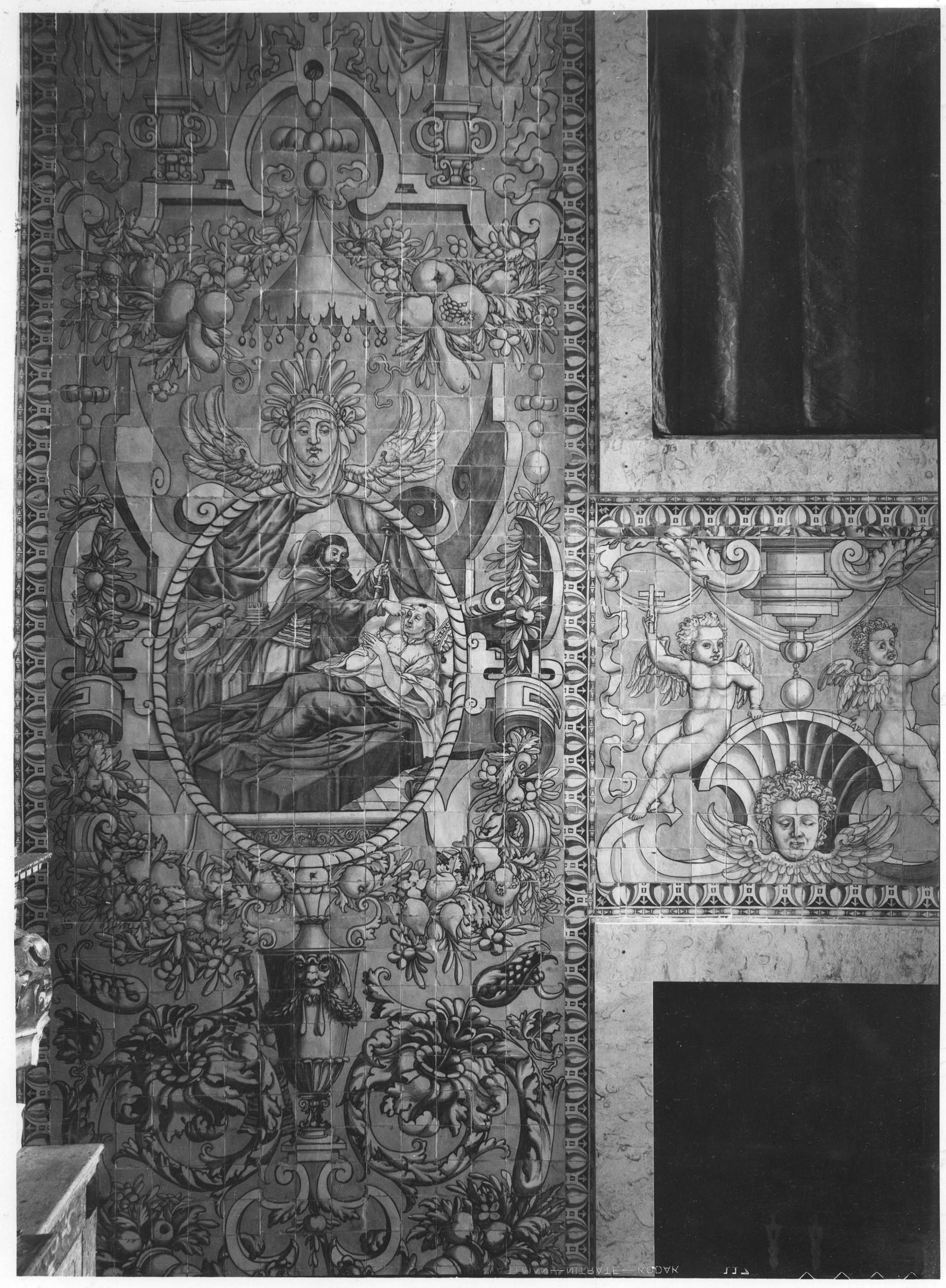
Azulejos ornamentais do século XVI que sobreviveram ao sismo de 1755, localizados na Igreja de São Roque.

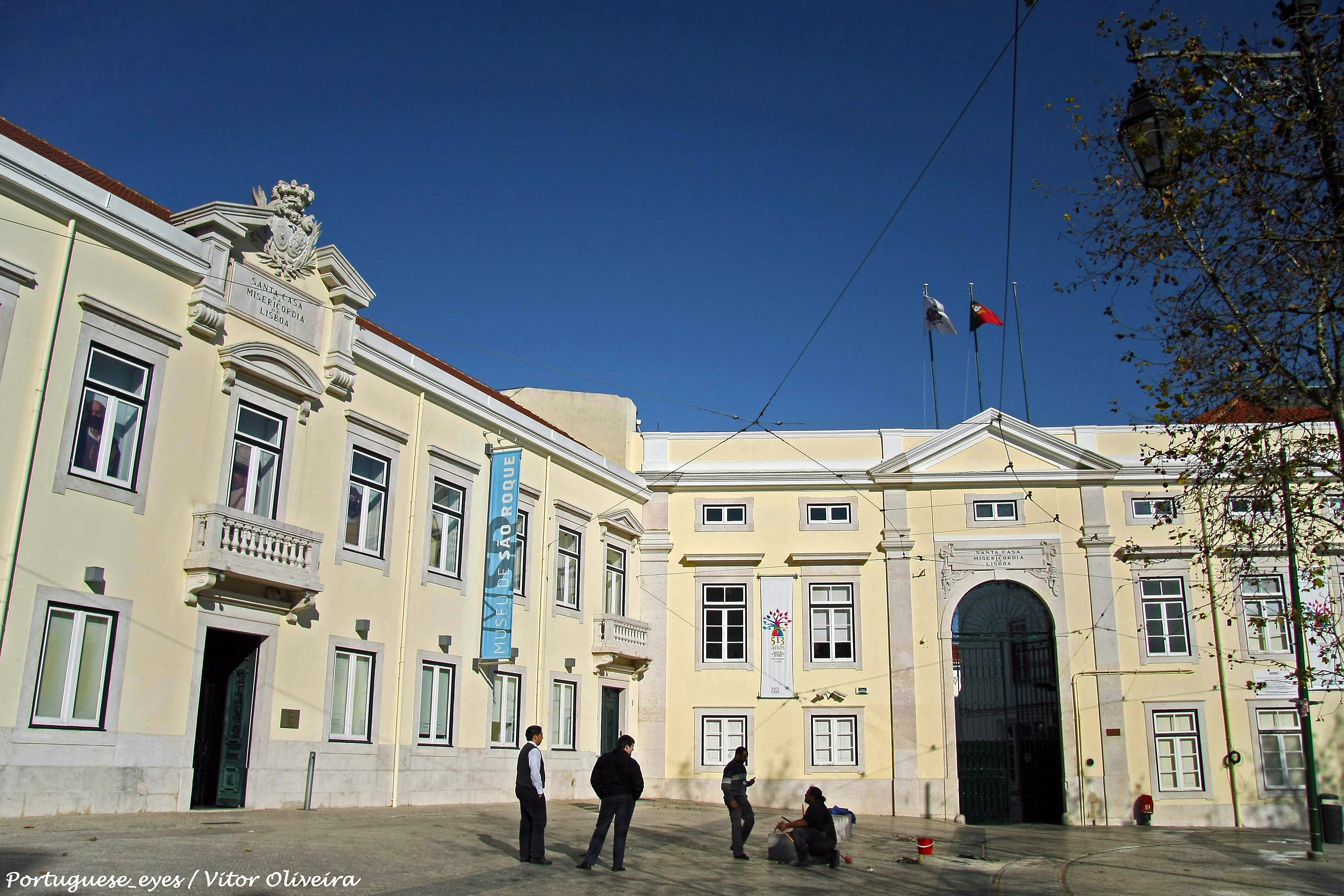
Museu de São Roque, localizado na sede da Santa Casa da Misericórdia de Lisboa.

Após o Sismo de 1755, muitos bens da instituição foram destruídos, sendo a Igreja de São Roque (que até então não era regida pela Misericórdia de Lisboa) uma das poucas construções de Lisboa que sobreviveram à catástrofe. Já 13 anos após o terramoto, em 1768, toda a infraestrutura de São Roque (incluindo a Igreja, Casa Professa de S. Roque e todos os seus bens) foi cedidas, através de um alvará régio de D. José I, à Santa Casa da Misericórdia de Lisboa,  sendo retirada da Companhia de Jesus, o seu antigo proprietário, por desavenças entre a ordem Jesuíta e o rei de Portugal José I e Marquês de Pombal, que acabaram por dar origem ao episódio conhecido como "expulsão dos jesuítas", e decretada, em 1759, a sentença de expulsão dos jesuítas. Foi indicada como Monumento Nacional em 1910. Atualmente, na sua sede, funciona o Museu de São Roque.
Durante vários séculos, muito dependente de obras de beneficência e doações, a Santa Casa atravessou períodos de grande dificuldade financeira. Para dar continuidade à realização das boas obras, em 1783, a Rainha D. Maria I concedeu à instituição a exploração de uma lotaria anual, que passou a ser uma das suas principais fontes de rendimento, sendo esse rendimento dividido, numa primeira fase, entre três partes: Hospital de S. José, Casa dos Expostos e Academia Real das Ciências. O Hospital de São José, que se havia separado da SCML em 1782, voltou a ser integrado em 1790 e desvinculado novamente em 1801. A 22 de Agosto de 1785, serão escolhidos 12 irmãos desta instituição para assistir à primeira extração deste jogo da sorte, que se iniciava no dia 1 de Setembro de 1785. 
Até ao século XIX, as Misericórdias tiveram um papel de protagonismo na caridade em Portugal. Durante todos esses séculos, o Estado português não foi ativo diretamente na questão da assistência social, sendo a Igreja católica responsável. Somente em pleno século XIX, o Estado organizou a sua primeira intervenção independente da Igreja, sendo o passo inicial o decreto de 6 de abril de 1835, no qual instituía o Conselho Geral de Beneficência, com o objetivo de extinguir a mendicidade.

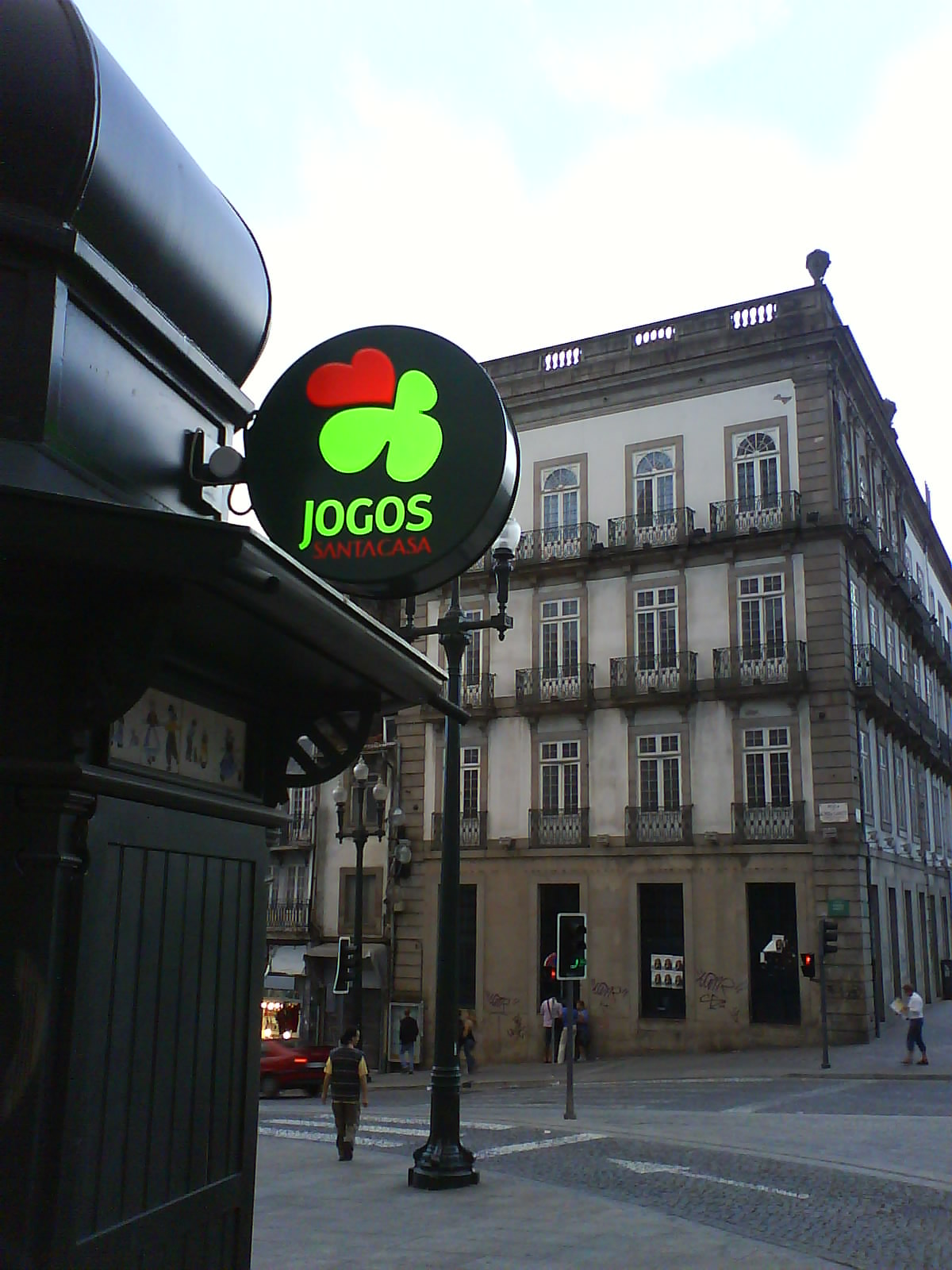
Logotipo 'Jogos Santa Casa' num quiosque (Porto).

Já no século XX, em 1961, surgia um novo jogo social, o Totobola, que passou a ser organizado pelo Departamento de Apostas Mútuas Desportivas. As receitas líquidas eram repartidas, em partes iguais, pela assistência de reabilitação e pelo fomento da educação física e desporto. Tais receitas permitiram à Misericórdia de Lisboa criar o Centro de Medicina de Reabilitação de Alcoitão, inaugurado em 1966 e o primeiro em Portugal inteiramente vocacionado para a Reabilitação.
Ao longo do século XX, para captar novas receitas e de forma a dar respostas cada vez mais abrangentes às necessidades da população, instituíram-se novos jogos sociais, que a Santa Casa hoje gere e cujas receitas distribui por diversas entidades beneficiárias em todo o território nacional, sempre por boas causas: o Totoloto, o Joker, a Lotaria Instantânea ou Raspadinha, a Lotaria Popular e o Euromilhões.
Para dar resposta aos desafios do séc.XXI, mantendo-se como uma instituição de referência, a Santa Casa tem feito uma aposta estratégica em áreas como a reabilitação urbana, por forma a rentabilizar o seu vasto património, ou a promoção do envelhecimento ativo, através de uma política de intergeracionalidade transversal a todas as suas áreas de atuação, dando resposta a um grande número de idosos que são utentes da instituição, ao mesmo tempo que envolve os jovens nessas respostas.

## Áreas de Intervenção

### Criação dos Expostos

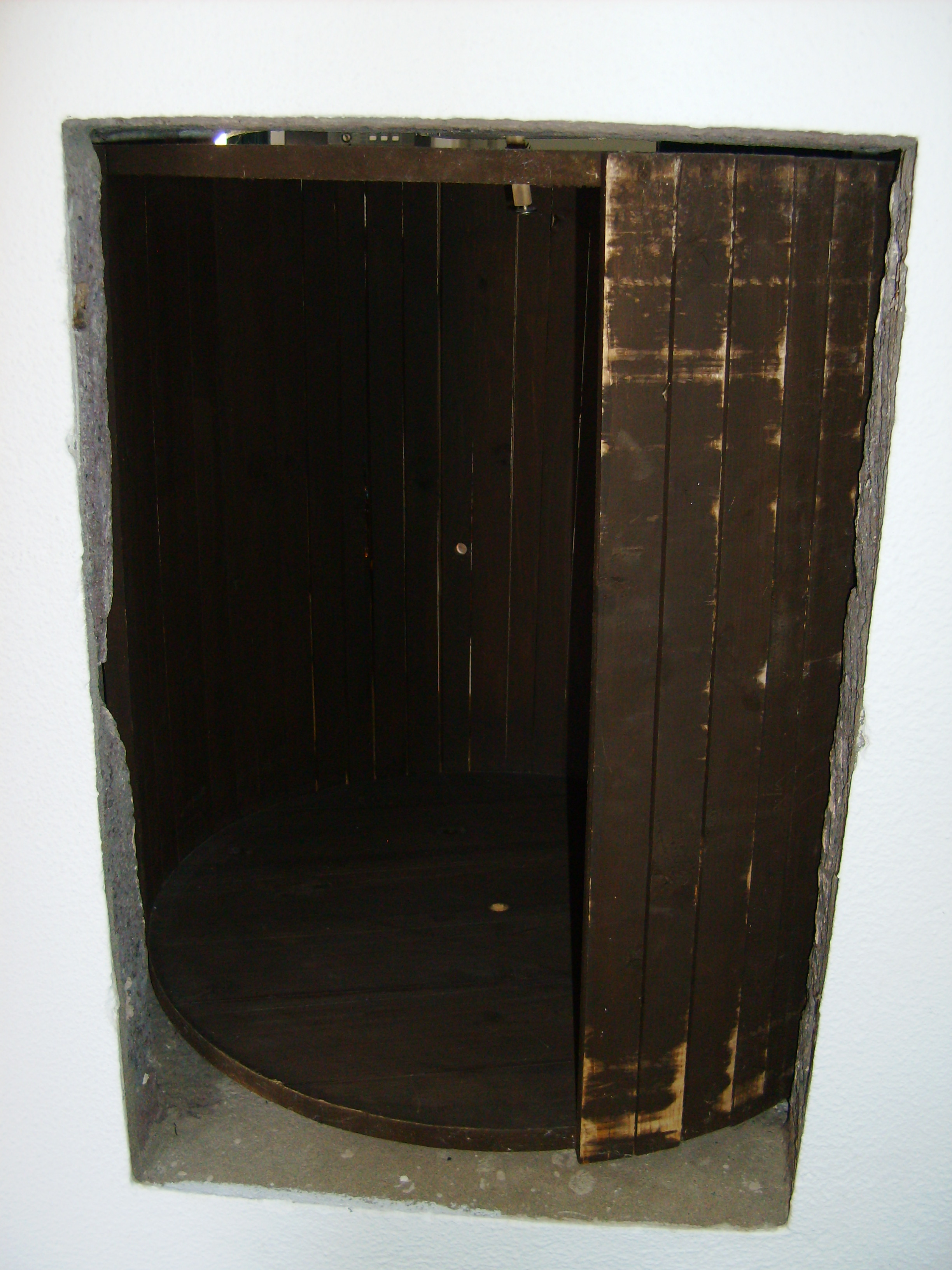
Exemplo da Roda, estrutura de madeira, feita cilindricamente. Era utilizada para abrigar as crianças.

No século XVI foi atribuída a Santa Casa a incumbência da criação e educação das crianças órfãs da cidade de Lisboa, como é o caso da administração do Hospital de Todos os Santos – diferente do termo atual, o termo hospital abrangia ao abrigo, a hospedagem e o apoio, não só de doentes, mas também de crianças desamparadas e outros desabrigados. Depositadas nas chamadas "Roda dos Expostos", essas crianças eram deixadas a frente da instituição com algumas marcas de identificação ou objetos de proteção que lembrava seus pais e sua antiga morada.
Esta se tornou uma das principais obras da Misericórdia, com uma estrutura amplamente organizada com livros de registos e documentação de controle de entrada e saída desses expostos ou enjeitados, como eram chamados os órfãos. A criação da Roda (estrutura de madeira, de forma cilíndrica que servia para depositar às crianças enjeitadas, quando a ama ouvia a sineta dirigia-se para retirada do bebê) foi vista como uma resposta da sociedade frente às dificuldades que se depararam as famílias. Seu objetivo era o apoio a essas famílias e como resultado, pretendia-se diminuir a mortalidade infantil, contribuindo para a eliminação do infanticídio além de evitar a morte de bebês antes que recebessem o Sacramento do batismo.
A falta de rendimentos para sustentar os filhos, as viagens do pai de navio e a morte ou doença de um dos progenitores foram um dos diversos motivos relatados pelos pais ao deixarem seus filhos na Roda. A sociedade via não como abandono, mas sim como a entrega temporária a uma entidade que daria melhores condições a essas crianças.
Para isso, os pais deixavam sinais, como eram chamados, com informações a respeito da criança. Muitas das vezes, apenas um texto chamado “escrito” alguns acompanhados de uma fita ou um pedaço de tecido, datados com: a data de nascimento, o nome pretendido, referência ao fato de ser batizado ou se demonstrava desejo que fosse ministrado o Sacramento, seu estado de saúde, os motivos que levaram a entregá-lo, solicitações que não fosse entregue o exposto a ama que residissem fora de Lisboa e outros detalhes que julgavam pertinente. Em alguns casos, coloca-se uma nota se os pais pretendiam recuperar o filho quando possível. Noutros, eram colocados acessórios como um retrato do progenitor, uma trança do cabelo da mãe, um cartão-de-visita ou outros objetos que pudessem servir de elo entre a criança e seus pais biológicos no ato da recuperação, eram assim chamados de sinais identificadores. Além dos sinais complementares como é o caso dos objetos de proteção: imagens de santos de devoção dos pais, representação de Jesus Cristo ou de Nossa Senhora e orações; por vezes objetos pagãos também apareciam.
Já na Misericórdia, nos primeiros anos de vida recorriam-se a amas de leite para prestar cuidados e amas de seco para educação e formação. Com 7 ou 9 anos, quando os pais não identificavam o interesse do retorno da guarda, os expostos eram entregues a famílias que lhe ensinariam um ofício que lhe daria autonomia no futuro. Caso voltassem aos seus pais biológicos, se a família possuísse algum bem deveria pagar uma verba de compensação pela criação e formação até o momento. O restante eram emancipados geralmente aos 18 anos.
Durante anos funcionou dessa forma, frente às crescentes despesas a Misericórdia de Lisboa recebia apoio dos monarcas através da concessão de privilégios, com doações volumosas e isenções de impostos e entrega de bens de pessoas sem parentes vivos. Além da população que em testamento deixavam bens para ajudar no sustento. No entanto, para a manutenção dessa obra eram necessárias avultadas somas que ocasionou frequentes crises financeiras, com atrasos ao pagamento das amas. O que resultou na mudança da idade máxima de acolhimento dessas crianças, a partir de 1775. Sendo baixado de até 9 anos para apenas até os 7 anos de idade, eximindo-se da responsabilidade. Outro problema, foi a superlotação das crianças e consequentemente, a propagação de diversas doenças que levou ao aumento da mortalidade infantil. Para reduzir esses problemas, na segunda metade do século XIX também foi concedido às famílias pobres da cidade a responsabilidade da criação das crianças, e recebiam auxílio do governo para sustento nos primeiros anos de vida dos bebês.

### Enterro dos mortos

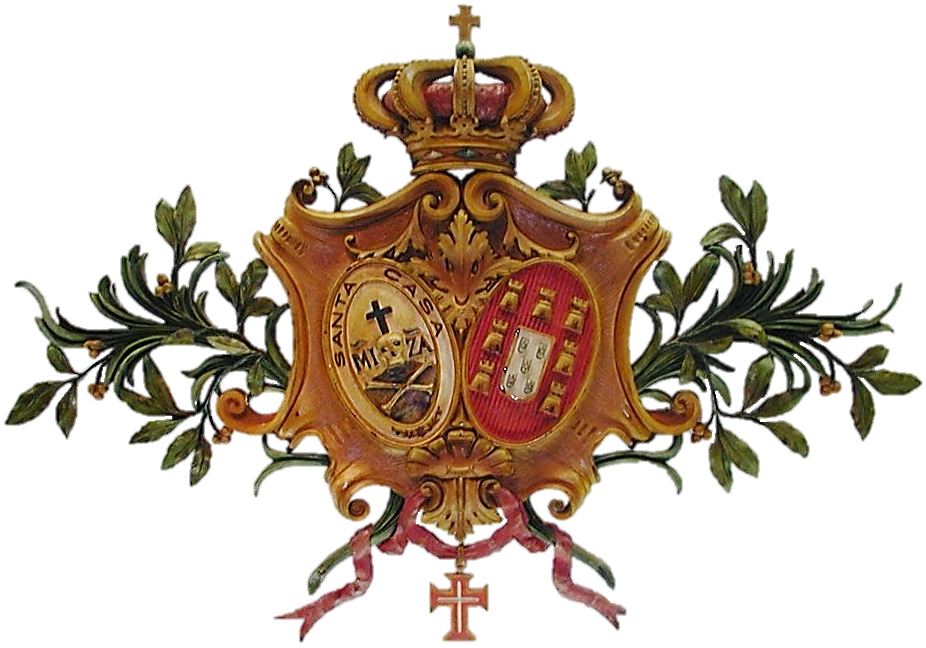
Brasão da Santa Casa da Misericórdia de Lisboa. É possível se perceber a importância dada aos enterros. Já que se tem um grande destaque em seu brasão, da maior representação visual ocidental de um cemitério, que são as "caveiras" (a representação de um cranio humano).[https://commons.wikimedia.org/wiki/File:Bras%C3%A3oSCML.png

Entre as catorze Obras de Misericórdia estão “enterrar os mortos” (nas misericórdias corporais) e “rogar a Deus por vivos e defuntos” (nas misericórdias espirituais). Com o advento da arquitetura cemiterial – na sequência da criação dos cemitérios civis, decretada em 1835 pelo governo constitucional de Portugal – a Santa Casa da Misericórdia de Lisboa passou a aceitar a doação de túmulos. Os doadores contemplavam a instituição com doações testamentárias e exigiam a manutenção do bom estado das suas sepulturas a serem assegurada com o devido cuidado e respeito. Isso junto ao acompanhamento eclesiástico da Santa Casa que garantiria uma passagem segura dessa vida para o paraíso.
Para além deste caso de doações, a Misericórdia de Lisboa – como confraria de leigos que era – não tinha, pois, permissão para assegurar enterramentos, encargo que recaía sobre o clero regular e secular. Ainda em 1498, por Carta Régia de 2 de Novembro, a Misericórdia de Lisboa é autorizada a tirar da forca condenados à morte e, no Dia de Todos os Santos, proceder ao respectivo sepultamento no cemitério da Instituição. Neste dia, a Confraria se juntaria em procissão, com a finalidade de se deslocar até ao Campo de Santa Bárbara, onde se situava uma das forcas da cidade, para recolher as ossadas dos executados e os sepultar. Como a procissão era anual, os restos mortais ficariam guardados num altar ao lado, referido no Compromisso de 1516 artigo 9.º como o “altar da forca”, dotado de uma cripta, onde se depositariam os cadáveres. Na procissão que os recolhia participava não só a Misericórdia, como também o clero regular. A mesma Carta Régia de 1498 concede à Misericórdia autorização para levantar uma forca levadiça na Ribeira de Lisboa, cujos condenados seriam, neste caso, levados de imediato para o mesmo cemitério.
Em 1593, a Misericórdia recebeu permissão para enterrar os mortos, por alvará do vice-rei, o arquiduque Alberto da Áustria. Agora os sepultamentos não seriam somente por doações, mas para os próprios membros da confraria ou por execuções na forca. Cerca de 25 anos depois dessa autorização, esta se torna uma de suas principais áreas. O destino dos executados defuntos era o cemitério da Misericórdia de Lisboa, situado na zona da Calçada de Sant’Ana, perto da Igreja da Pena, e denominado por Cemitério de Sant’Ana ou dos Padecentes. Esta necrópole foi usada praticamente até ao fim dos sepultamentos nas igrejas, decretado, em 1844, pelo governo liberal.
O sepultamento de pobres era assegurado gratuitamente e incluía a disponibilização da respectiva tumba e demais parafernália fúnebre. Já o sepultamento de nobres era feito mediante uma esmola, de valor variável. A Misericórdia assegurava, ainda, o Ofício dos Defuntos e um cortejo que acompanharia o funeral.
No século XIX o enterramento na Santa Casa passou por diversas mudanças. Começou a ser obrigatório entregar os cadáveres dos executados à Escola Médico-Cirúrgica de Lisboa, para fins científicos. Mais tarde, foi declarada o fim da pena de morte em Portugal, em 1867, com D. Luís I. No tratamento dos restantes falecidos também ocorreram alterações bastante significativas, devido à criação dos cemitérios civis e a proibição dos sepultamentos nas igrejas, em 1835 e 1844, respectivamente. O fim dos sepultamento nas igrejas e surgimento dos cemitérios foi resultado de um lento processo que se desenvolveu na Europa a partir do século XVIII. O crescimento demográfico levou a uma sobrecarga dos templos e respectivos adros, que, sendo muitos de origem medieval, não tinham capacidade para responder a este aumento, nem havia possibilidade de os ampliar devido a malha edificada que cercava igrejas e conventos.
Com vitória dos liberais na guerra-civil, o governo trouxe uma fundamentação alicerçada em razões higienistas e científicas, cuja laicização passará também a ser aplicada ao tratamento dos mortos. Graças, também, a uma epidemia de cólera em 1833, o Governo decreta, em 1835, a criação de cemitérios sob administração municipal para todas as povoações do reino e, em 1844, a proibir os enterros dentro dos espaços religiosos. Em total ruptura com séculos de tradição, a Igreja perde o monopólio da morte e põe-se fim a uma prática antiquíssima. O que, nas zonas rurais, que são menos afetadas pelos problemas descritos, levará a uma fortíssima contestação popular, como é o caso da Revolta da Maria da Fonte, em 1846.
Já no século XX, em um contexto de queda do governo republicano, ditadura, participação na Primeira Guerra Mundial, extinção das ordens religiosas, criação de cemitérios e a proibição dos enterramentos nos espaços religiosos, a Santa Casa praticamente volta a seu modelo antigo de sepultamento, apenas em um espaço novo. O cemitério adota jazigos que são, na sua essência, uma capela com uma cripta para se depositarem os mortos, semelhantemente as que foram construídas durante séculos nas igrejas e nos conventos. Com a perda do monopólio da morte por parte da Igreja, o clero vê-se impossibilitado de continuar a assegurar o cuidado dos túmulos e muitas famílias com posses passam a procurar a Misericórdia de Lisboa que garantia a preservação dos sepulcros em perpetuidade. A instituição parece acatar este desígnio, surgido devido a doações sucessivas por parte de beneméritos interessados em contribuir para o bem comum e em assegurar o bom estado das suas últimas moradas. De certa maneira, o que a SCML faz é uma continuidade desta solução já empregue no passado. Fica com o encargo dos túmulos, a partir de uma doação, que se dará não só a favor da Instituição mas, em última instância, a favor de toda sociedade, pois servirá também em prol de todos aqueles que ao longo dos tempos procuraram e continuam a procurar a ajuda da Santa Casa.

### Nos dias atuais
Em 1911 um ano após o processo de instauração da Primeira República e exílio de D. Manuel II na Inglaterra, houve uma série de mudanças, incluindo a reestruturação da assistência social. Através de uma lei de 25 de maio, foi criada a Direcção-Geral de Assistência, na qual incluía a Provedoria Central de Assistência de Lisboa que gerenciava as instituições de beneficência, como a Santa Casa da Misericórdia de Lisboa, Hospitais Civis e Casa Pia. Já nas décadas de 1920 e 1930, várias instituições foram colocadas sobre a gerência da SCML. Entre 1926 e 1927 foram incorporadas, principalmente, várias instituições que cuidavam de crianças órfãs e outras de cuidados médicos, como: balneários, serviços dos postos de socorro noturno, Instituto de Cegos Branco Rodrigues, Provedoria de Assistência de Lisboa, Sanatório de Sant'Ana, lactários infantis. Destaque para o Sanatório de Sant'Ana que com o tempo mudou seu nome para Hospital Ortopédico de Sant'Ana. Entre 1928 e 1931 foram incorporadas outras tarefas, porém, com maior enfoque ao cuidado ou educação de crianças e de ajuda a sem tetos: Sopas dos Pobres, Semi-Internatos, Pensionato da Rua da Rosa Instituto Infantil da Parede e as Escolas Maternais do Alto de Pina e da Ajuda, creches de Vítor Manuel e a de Nossa Senhora da Conceição.
Com o Estado Novo sendo instituído em 1933, novamente ocorreram mudanças em Portugal. Principalmente a criação de novos centros sociais. Várias dessas instituições se juntaram a Misericórdia de Lisboa, na qual possuía grande (naquele período) potência para funcionar como financiadora e como fonte instrumental para essas novas instituições de assistência social. Algumas delas foram: Centros Sociais Polivalentes e a Comissão Executiva de Defesa da Família. Outras mudanças foram a inauguração de sua sede em 1935, dois anos após a instituição da nova constituição, sendo nomeada de Instituto Médico Central. Sendo criado também durante o Estado Novo, já em 1943, o Hospital Infantil de S. Roque.
Anos após, já durante o final da década de 1950 e começo da década de 1960, a Santa Casa passa por mudanças nos ideais de gestão, além de realizar acordos com várias instituições de apoio assistencial. Outra novidade foi a atuação em novas áreas, como a de Medicina do Trabalho. Constituindo a medicina preventiva como um dos maiores pilares para a SCML durante a década de 1960.
A Santa Casa da Misericórdia de Lisboa tem como missão a promoção do Bem Comum e atua principalmente junto das pessoas mais desfavorecidas. Mais conhecida pela área da Ação Social, a SCML tem também uma intervenção significativa nas áreas da Saúde, Educação e Ensino, Cultura, Inovação e iniciativas relacionadas com o setor da  Economia social. Conforme o novo Estatuto da SCML, vigente desde sua aprovação em 3 de dezembro de 2008, pelo Decreto-Lei nº. 235/2008.

## Acervo Arquivístico
A Santa Casa da Misericórdia de Lisboa possui uma grande quantidade de documentos arquivados (estima-se que o acervo forma 3,5 km lineares). Pesquisadores têm o conhecimento de que estão mal conservados e desorganizados, pois comumente recebem doações de livros, pergaminhos e papéis para usar como fonte de estudo. Por considerarem raros e valiosos, os funcionários dessa instituição priorizam a preservação de documentos com desenhos. A SCML exercia muitas funções e por isso existem documentos que contam os mínimos detalhes do funcionamento dessa instituição. A grande maioria esta escrita em português, entretanto, parte dos arquivos esta em latim. Fazendo-se  presente, também, fotografias e registros sonoros de época. 
Atualmente a SCML está fazendo o tratamento, higienização, descrição do arquivo. O objetivo é preservar e digitalizar os documentos, disponibilizando-os na internet para melhorar o acesso de pesquisadores. Eles são muito importantes para a historiografia, sociologia, antropologia e psicologia porque por meio deles é possível entender a sociedade portuguesa de diversas épocas.
Por conta da má administração e preservação do acervo ao longo da história, pouco se sabe sobre os dois primeiros séculos da Santa Casa da Misericórdia de Lisboa. A maioria dos documentos são posteriores a segunda metade do século XVIII, pois grande parte se perdeu após o Sismo de 1755.

### Documentos dos Expostos
Uma parte do arquivo é sobre os expostos (ou enjeitados), crianças órfãs que eram cuidadas até os 10 anos pela Santa Casa da Misericórdia de Lisboa. Somente os documentos dessa categoria formam quase 200 metros lineares, possuindo livros de registro sobre os 160 mil expostos que já passaram pela instituição em toda a sua história. Existe uma documentação muito variada sobre os expostos, como por exemplo, livros de registro sobre a entrada, saída, emancipação e morte destes durante a estadia (além de documentos sobre os funcionários responsáveis pelas crianças). Um dos livros mais interessantes é o "Livro de Crianças Negras e Mulatas", onde eram registrados os nomes de crianças e recém-nascidos com a finalidade de impedir a venda destes como escravos após sair da guarda da instituição.
Os sinais (cartas e objetos deixados para os expostos pelos pais) também compreendem grande parte do acervo, com cerca de 86 mil preservados. Muitos sinais já foram descartados por falta de interesse da instituição. Esses objetos são muito importantes para compreender as superstições, religiosidade, costumes, arte, caligrafia, escrita e abreviaturas de diversas épocas.
A partir de 1870 a documentação passou a ser mais detalhista e rígida, principalmente sobre os pais dos expostos, por isso a quantidade de documentos produzidos nesse período cresceu muito. Nesse período surgiram documentos como de mulheres encobertas, mães solteiras que tinham a identidade mantida em sigilo para preservar suas reputações.

### Documentos de Cartório

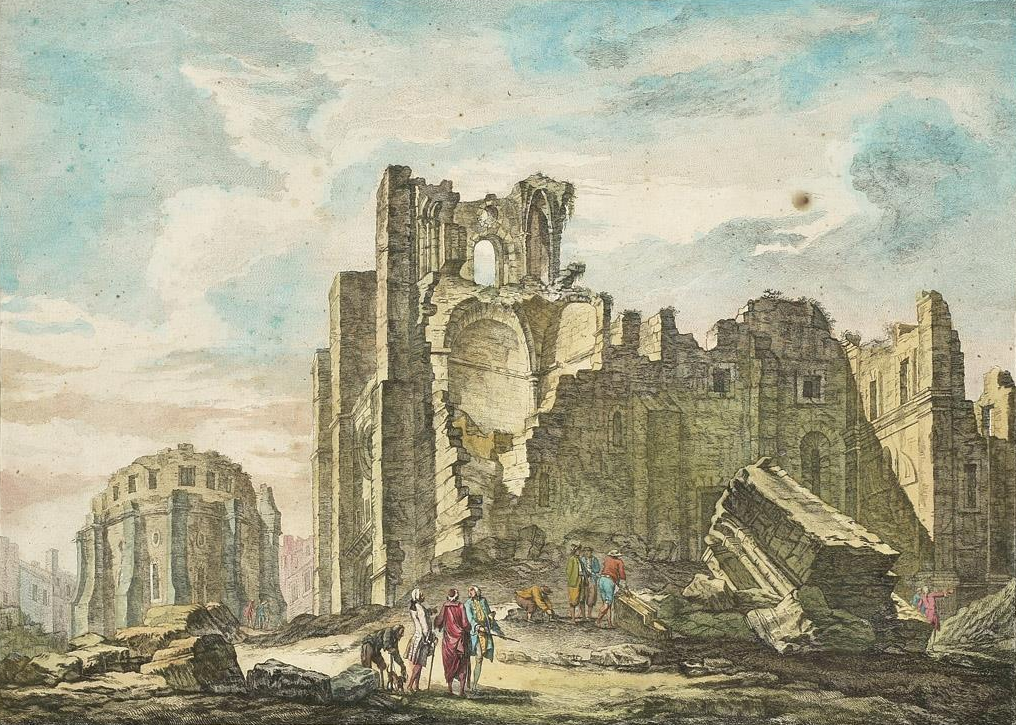
Obra "Ruinas da Sé de Lisboa após o Terramoto de 1755" de Jacques Philippe Le Bas, de 1757. Na qual faz uma representação da caótica cidade de Lisboa após o sismo de 1755.

A seção cartório se refere documentação relacionada ao patrimônio da Santa Casa da Misericórdia de Lisboa. A parte denominada documentos de direitos patrimoniais estão os registros de direito aos bens doados ou deixados como herança a SCML. A partir da análise desse material, especialistas descobriram que a instituição fazia muitos empréstimos, principalmente para a nobreza falida. Após o Sismo de 1755 as dívidas da SCML cresceram muito. Isso resultou em uma cobrança da Santa Casa para a nobreza que havia feito os empréstimos, por isso muitos documentos já estudados são intimações dela para nobres que fugiam dos pagamentos. No geral, os documentos relacionados a seção cartório estão muito desorganizados, porém já começaram a ser digitalizados.
Até 1832 a Santa Casa da Misericórdia de Lisboa possuiu um tribunal especial para caso fosse autora ou ré. Chamado de "Juízo Privativo das Causas da Misericórdia de Lisboa e do Hospital de Todos-os-Santos", esse foro privado era chefiado pelo desembargador da Casa da Suplicação e custava muito caro aos cofres da instituição.

### Decretos, Avisos e Ordens (Sécs. XVI-XIX)
A seção de decretos, avisos e ordens se trata de um dos mais vastos conjuntos documentais produzidos e acumulados pela Santa Casa da Misericórdia de Lisboa. Possui uma enorme variedade de documentos, entre eles se destacam os que esboçam a relação entre a SCML e a administração central da Coroa durante todo o Antigo Regime. Além disso também se destacam documentos sobre a nomeação de funcionários e o provimento de diferentes mesas administrativas, o que revela as várias reestruturações que a instituição sofreu (principalmente no século XVIII), dos privilégios concedidos pela Coroa à SCML e da intervenção do poder central na administração.
A concessão de privilégios e a doação de bens à Misericórdia de Lisboa, não são os únicos destaques entre os documentos, estes também nos mostram a concessão de perdões e indulgências aos irmãos, e privilégios outorgados às amas e seus familiares, para assim tornar mais atrativa e confortável a criação e educação das crianças órfãs. Boa parte das doações feitas à SCML eram lotes de terras, mas também haviam ajudas de custo e concessões anuais de quantias elevadas feitas pela Coroa. Ainda é possível observar entre os documentos a atividade creditícia da Santa Casa da Misericórdia de Lisboa, principalmente na concessão de empréstimos aos grandes titulares do reino, mas ao longo do tempo houve diversas proibições de empréstimos e ajustes de juros.